# RTK GPS
RTK GPS is een speciale vorm van DGPS. RTK staat hierbij voor Real Time Kinematic. Bij "gewone" DGPS wordt alleen gebruikgemaakt van gecodeerde informatie van de satellietsignalen, bij RTK GPS wordt de fase van de satellietsignalen gebruikt, waarop deze codes zijn gemoduleerd. De resolutie van deze fase is in de orde van 20 centimeter en kan worden gemeten met een nauwkeurigheid van 1/100e, dus 2 millimeter. Op deze manier wordt dus de nauwkeurigheid van plaatsbepaling ten opzichte van DGPS nog eens met zo'n factor 10 tot 100 verhoogd.
Om dit te kunnen realiseren moet echter aan een aantal voorwaarden worden voldaan, namelijk:
1. Je moet twee ontvangers hebben, een referentieontvanger en een mobiele ontvanger, die in staat zijn om deze fase te meten. Meestal zijn dit de duurdere ontvangertypen.
2. Je moet bij voorkeur 6 verschillende satellieten kunnen ontvangen.
3. Je moet tevens een snelle en betrouwbare radioverbinding hebben om een aanzienlijk grotere hoeveelheid aan informatie dan nodig bij DGPS over te sturen van de referentie- naar de mobiele ontvanger. RTK-systemen maken nagenoeg altijd gebruik van UHF-radioverbindingen.
4. Je moet, voordat je een positie kunt berekenen, initialiseren. Dit betekent dat het gehele aantal golflengten tussen de ontvanger en de satelliet op juiste wijze dient te worden bepaald. De fase van het gemeten signaal is namelijk een zich steeds herhalend restant van het complete signaal. Bij een dergelijk principe wordt ook wel gesproken van meerduidigheid. Deze meerduidigheid wordt in jargon meestal met de Engelse term 'ambiguity' aangeduid.
5. Je moet een programma hebben (in of buiten de ontvanger) dat de berekening van de meerduidigheden kan uitvoeren.
6. Je mag met een mobiele ontvanger niet te ver van de referentieontvanger afgaan omdat het verschil in de ionosfeer en troposfeer (deel van de dampkring) op de beide locaties een belemmerende factor vormt. Ook het gebruik van de UHF-verbinding beperkt dit bereik. Dit laatste wordt echter meer bepaald door de hoogtes van de zend- en ontvangstantennes en het gebruikte vermogen van de zender. In Nederland is dit aan regels gebonden; er mag meestal niet meer dan 0,5 - 1 watt gebruikt worden bij hoogtes van maximaal 20 meter.
7. Het gebruik van een RTK-DGPS (UHF)-zender [zowel vast als portable] is vergunningplichtig. Een zendvergunning kan aangevraagd worden bij de Rijksinspectie Digitale Infrastructuur (RDI).[1] Het gebruiken van  RTK-DGPS (UHF)-systemen zonder zendvergunning is strafbaar.

Als aan deze voorwaarden is voldaan dan kan een sigmaprecisie worden gehaald van minder dan 10 centimeter in X, Y en Z. Deze precisie kan op dit moment worden gehaald bij een maximale afstand tussen de beide stations van ongeveer 20 tot 30 kilometer. Door de periodieke (11-jaarlijkse) cyclus van de zonneactiviteit neemt deze afstand in Nederland af met een factor 1,5.

## RTK-positie
Met RTK worden in de referentieontvanger en in een mobiele ontvanger (rover) faseverschillen gemeten tussen een uit de satelliet(en) binnenkomende en het door de ontvangers zelf gegenereerde identieke signaal. Met een geheel aantal golflengten en de faseverschillen wordt door middel van de afstanden naar de satellieten een basislijn berekend tussen de twee ontvangers. De basislijn heeft een hoge precisie.
De basislijn vormt een relatieve positie. De positie van de mobiele ontvanger t.o.v. de referentieontvanger. Doordat de positie van de referentieontvanger vooraf nauwkeurig is ingemeten krijg je een nauwkeurige positie van de mobiele ontvanger.
De korte waarnemingstijd is essentieel voor de plaatsbepaling bij RTK. Doordat een van de ontvangers, de rover, een bewegend punt vormt, is het niet mogelijk om de meting te herhalen. Dit is wel het geval bij statische plaatsbepaling. De positieverandering vereist een korte waarnemingstijd om de positie van de mobiele ontvanger op een bepaald moment te kunnen berekenen.
De satellietboodschap, de C/A-code en P-code, is bij de faseverschilmeting niet interessant: het gaat om de fase van de draaggolf. Met de vergelijking van de faseafstanden wil je eigenlijk alleen de onbekende parameters ΔX , ΔY,  ΔZ weten.
Dit zijn de X-, Y- en Z-verschillen tussen satelliet en ontvanger.
ΔX = Xsat(t) – Xrec
Waar:
ΔX	= Geometrische afstand X tussen satelliet en ontvanger.
Xsat(t)= Geometrische X-coördinaat is van de satelliet op het tijdstip van uitzenden
Xrec 	= Geometrische X-coördinaat is van de ontvanger.
De geometrische afstand is de afstand tussen satelliet en ontvanger.
Doordat de geometrische afstand van verschillende satellieten tot beide ontvangers gelijktijdig wordt gemeten (berekend), kan er een verschilvector worden berekend tussen de referentieontvanger en de mobiele ontvanger. De relatieve vector heeft een precisie van enkele centimeters. De fouten in de relatieve vector heffen elkaar op doordat ze nagenoeg even groot zijn in beide ontvangers. De vector wordt gekoppeld aan de nauwkeurige positie van de referentieontvanger. Op deze manier weet je de positie van de rover op een bepaald tijdstip.
Een aanzienlijke beperking is dat deze zeer goede precisie alleen haalbaar is als de afstand tussen referentieontvanger en mobiele ontvanger niet groter is dan 20 km en onder gunstige omstandigheden ca. 30 km. Dit komt door de fouten die optreden door ionosfeer en troposfeer.
De informatie van de referentieontvanger wordt met een UHF-verbinding verzonden naar de rover. De beperkingen van een UHF-verbinding in Nederland zorgt voor een extra beperking in de optimale afstand tussen referentieontvanger en mobiele ontvanger tot ca. 15 km.

## Waarom is RTK zo nauwkeurig
De vuistregel is dat de sigma 1% van de golflengte bedraagt.
Een GPS-positie kan bepaald worden met verschillende methoden. 
Dit zijn de verschillende methoden en de bijbehorende golflengte en sigma.
| methode  | golflengte | sigma   |
| -------- | ---------- | ------- |
| C/A code | ± 300 m    | ± 3 m   |
| P-code   | ± 30 m     | ± 30 cm |
| L1-fase  | ± 19 cm    | ± 2 mm  |
| L2-fase  | ± 24 cm    | ± 2 mm  |

## RTK in hydrografische toepassing
RTK wordt in de hydrografie veel toegepast. Door de snelle ontwikkelingen in de hydrografie zijn er steeds betere en nauwkeurigere methoden om de zeebodem in kaart te brengen. Ook de razendsnelle ontwikkelingen in signaalverwerking, dataopslag en computertechnologie in het algemeen heeft grote uitwerking op de ontwikkeling en mogelijkheden in de hydrografie.
De onderwaterwereld wordt met steeds grotere precisie in kaart gebracht. Dit gebeurt op, in of boven het water, zoals vanonder een schip. Doordat de precisie van het meetsysteem onderwater toeneemt, is ook een hoge precisie in de positie van het schip noodzakelijk. RTK is daar een goede oplossing voor gebieden dicht bij de kust.

## RTK getijde
RTK-hoogte van het survey-schip kan ook worden gebruikt om de gemeten data te corrigeren voor getijdeverval tijdens een survey. 
De vele Z-waarden (hoogte) van het survey-schip bevatten veel veranderingen. Deze veranderingen hebben meerdere oorzaken. 
Golven zorgen ervoor dat het schip bewegingen maakt anders dan de “rechtlijnige” verplaatsing over de surveylijn. Rol-, stamp- en gierbewegingen zijn oorzaken van kort periodieke golfbewegingen van het water. Deze bewegingen veroorzaken veranderingen in de RTK-hoogte van het schip. De antennehoogte verandert.
Ook bewegingen met langere perioden veranderen de antennehoogte. Getij is een dergelijke beweging. Om het getijde uit de RTK-hoogtedata te halen moet je de data filteren. Door de data te filteren met een lowpassfilter, middel je de hogere frequentiecomponenten en blijven de lagere frequentiecomponenten zichtbaar. Dit is het getij.
De gefilterde data kunnen ook andere lange perioden bevatten, zoals squad en brandstofverbruik.
Uiteraard hangt de vertegenwoordiging van de verschillende componenten af van het gebruikte filter. Als hydrograaf is het goed gebruik om je gefilterde data te vergelijken met de werkelijke of voorspelde getijbeweging waar dat mogelijk is.